# Otkrytie Arena
Otkrytie Arena – Spartak stadion (ryska: Открытие Арена) är en fotbollsarena i Moskva med en kapacitet på 44 929 åskådare. Arenan blev ryska landslagets och Spartak Moskvas hemmaarena 2014. Arenan användas även för fotbolls-VM 2018.